# Rhadinomphax trimeni
Rhadinomphax trimeni là một loài bướm đêm trong họ Geometridae.